# Gnip
GnipはソーシャルメディアAPIアグリゲーションを提供する企業である。
本社はコロラド州ボルダーにあり、いくつものソーシャルメディアのウェブサイトのデータを、一つのAPIで提供している。立ち上げ直後には「ソーシャルウェブの中央駅(Grand Central Station for the Social Web)」と呼ばれた。
Gnip はソーシャルメディアのAPアグリケーションの最良の製品を提供している。

## 歴史
GnipはJud ValeskiとEric Marcoullierによって、 初期投資100万ドルで創立された。
この会社は、同時に様々なAPIからデータを収集することは面倒で時間がかかるということを前提に基づき、起業後まもなく「ソーシャルウェブのグランドセントラル駅」と呼ばれた。
同社は、いくつかの基本的な機能の提供とともに立ち上げられたが、創立後まもなくはそれらソーシャルウェブデータの基本的な通知を提供したが、プロダクトは、ソーシャル・メディア・データの収集を簡素化する媒体として機能するように設計されていた。
同社はキャッチフレーズを「厄介なデータポータビリティを減らすこと」としている。